# Берёзово (Белёвский район)
Берёзово — деревня в Белёвском районе Тульской области России. Население - 173 человека (2021).
В рамках административно-территориального устройства является центром Берёзовского сельского округа Белёвского района, в рамках организации местного самоуправления входит в сельское поселение Левобережное.

## География
Расположена в 9 км к северо-западу от районного центра, города Белёва, и в 111 км к юго-западу от областного центра. 

## Население
| 2002 | 2010 |
| ---- | ---- |
| 247  | ↘238 |